# Matthias Brandt
Matthias Frederik Brandt (Berlino, 7 ottobre 1961) è un attore tedesco.

## Biografia
Ultimo dei tre figli del cancelliere Willy Brandt e Rut Brandt, debutta come attore nel 1989.

## Filmografia

### Cinema
- Das Blaue vom Himmel, regia di Hans Steinbichler, (2011)
- La donna dello scrittore (Transit), regia di Christian Petzold (2018)
- Il cielo brucia (Roter Himmel), regia di Christian Petzold (2023)

### Televisione
- Tatort – serie TV, 5 episodi (2003-2010)
- Polizeiruf 110 – serie TV, 15 episodi (2011-2018)
- Babylon Berlin – serie TV, 16 episodi (2017)